# Букові насадження (заповідне урочище, Радивилівський район)
Бу́кові наса́дження — лісове заповідне урочище в Україні. Розтвашоване в межах Дубенського району Рівненської області, на території Башарівської сільської ради, на північ від села Приски. 
Площа 9 га. Перебуває у віданні ДП «Дубенський лісгосп» (Радивилівське л-во, кв. 119, вид. 11, 18, 19). Заснований рішенням облвиконкому № 213 від 13.10.1993 року.
Статус присвоєно для збереження насаджень бука лісового. Це одноярусний буковий ліс природного походження із домішками сосни. Вік буків — понад 80 років.